# Wurster Nordseeküste
Wurster Nordseeküste – gmina samodzielna (niem. Einheitsgemeinde) w Niemczech, w kraju związkowym Dolna Saksonia, w powiecie Cuxhaven. Powstała 1 stycznia 2015 z połączenia gminy samodzielnej Nordholz oraz gminy zbiorowej Land Wursten.